# ブラディミロ・モンテシノス
ブラディミロ・モンテシノス（Vladimiro Montesinos、1945年5月20日 - ）は、ペルーの弁護士。ペルー国家情報局（Servicio de Inteligencia Nacional）の元顧問。

## 人物
1945年5月20日生まれ。ギリシア系の家族に生まれる。名前のブラジミロ（Vladimiro）は、ウラジーミル・レーニンの名前にちなんだ。パナマにあるアメリカ軍の士官学校を卒業する。
1970年代始め、ペルー陸軍の大尉に任命される。当時ペルーは、米系企業の国有化も辞さないフアン・ベラスコ・アルバラード政権であり、ペルーとアメリカ合衆国は、緊張関係にあった。1973年、エドゥガルド・メルカード・ハリン（Edgardo Mercado Jarrín）首相兼陸軍司令官の副官に任命される。1976年、アメリカ合衆国大使館に秘密書類を渡したという理由で、スパイ行為と反逆の罪で起訴される。1977年、投獄されるものの、1年間の服役で釈放される。釈放後、弁護士資格をとり、麻薬組織の刑事弁護を担う。その一方で、ペルーの軍部および検察関係者とのコネも、築き上げる。
1990年のアルベルト・フジモリがペルー大統領選挙に出馬の際に、モンテシノスはフジモリに接近し、選挙活動の手助けを行う。同年7月28日のフジモリ大統領就任後、モンテシノスは顧問として活躍する。1992年7月23日、ペルー国家情報局が設置されるが、モンテシノスは「顧問」に就任するものの、事実上の代表として活動していたとされる。その前後、1991年11月3日に起こった15人の一般市民の虐殺となったバリオス・アルトス事件（Masacre de Barrios Altos）、1992年6月18日に起こった学生と教授合わせて10人殺害されたラ・カントゥタ事件（Masacre de La Cantuta）、これらの二つの事件を起こしたコリーナ部隊（Grupo Colina）を監督する立場に、モンテシノスがあったという疑惑がある。センデロ・ルミノソやトゥパク・アマル革命運動（MRTA）ら武装勢力に対する作戦行動が、一般市民の殺害となる悲劇に、モンテシノスの関与が指摘され、後にフジモリ元大統領の刑事裁判でも、認定されることとなる。
2000年9月にモンテシノスが野党政治家に金を渡す映像が放映される。9月24日、モンテシノスはペルーを出国する。9月29日にペルー国家情報庁の解散が、ペルー議会で全会一致で決定する。同年、11月22日、フジモリが大統領を罷免される。
2001年6月24日、モンテシノスは、出国先のベネズエラで逮捕される。その先月に、次期ペルー大統領のアレハンドロ・トレドとベネズエラ大統領のウゴ・チャベスとの取引があったといわれる。翌日6月25日には、リマに到着し、ペルーの海軍基地内の刑務所に収監される。以後、2010年に至るまで、身柄は拘束されたまま釈放される見込みはない状態である。スイスの検察当局により、6000万ドルもの不正蓄財口座が凍結される。2002年2月2日、汚職により懲役9年を言い渡される。2006年に、コロンビアの反乱軍に対しての不正武器輸出で、懲役20年が言い渡される。2007年より、在ペルー日本大使公邸占拠事件で、投降したMRTAメンバーが殺害された事件で、殺人罪に問われている。